# Apolygus spinolae
Apolygus spinolae är en insektsart som först beskrevs av Meyer-dür 1841.  Apolygus spinolae ingår i släktet Apolygus, och familjen ängsskinnbaggar. Arten är reproducerande i Sverige.

## Bildgalleri

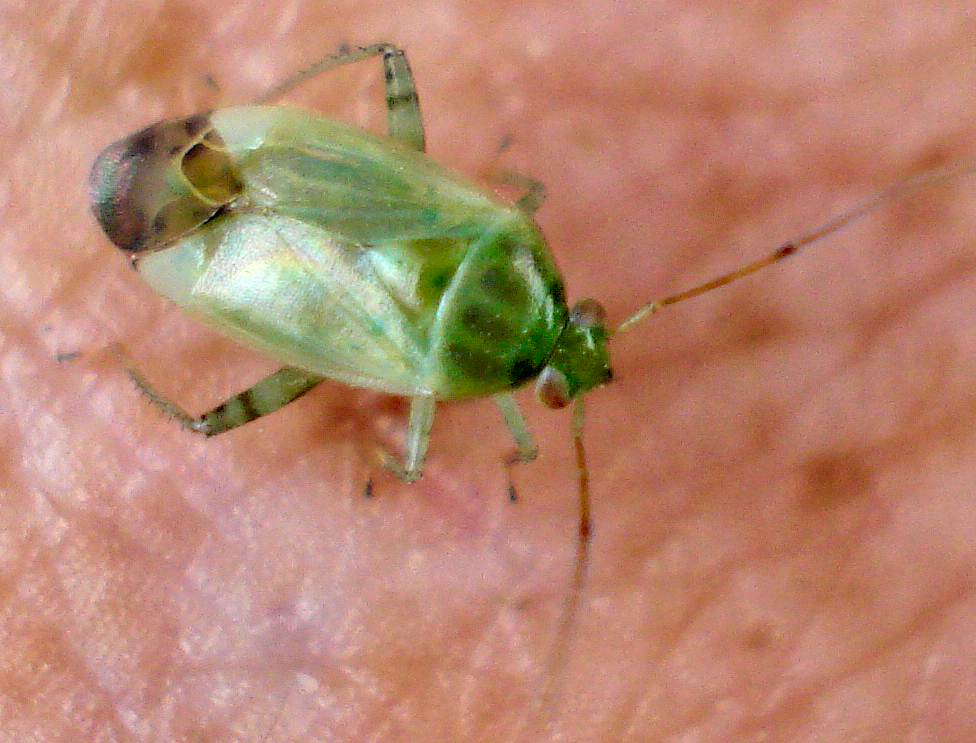
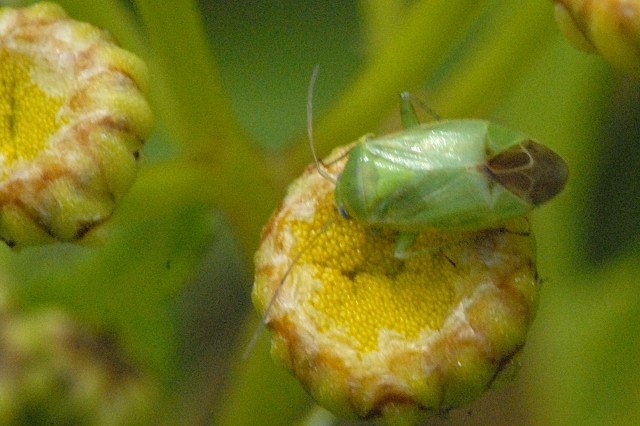